# Abraham Laboriel Junior
Abraham Laboriel Jr, également appelé Abe Laboriel Jr, est un batteur américain d'origine mexicaine, né le 23 mars 1971.
Il est le fils du bassiste mexicain Abraham Laboriel Sr., neveu du rocker mexicain Johnny Laboriel, et frère du producteur de disques, auteur-compositeur et compositeur de musiques de films Mateo Laboriel. Il est batteur et chanteur dans le groupe de Paul McCartney depuis 2001.

## Biographie

### Jeunesse
Abraham Laboriel Jr a commencé à jouer de la batterie à partir de quatre ans. Sa mère est une chanteuse de formation classique et son père bassiste.
Il a été encadré par de célèbre percussionnistes et batteurs, dont Jeff Porcaro, Chester Thompson, ainsi que Bill Maxwell et Alex Acuña, qui avait formé la bande Koinonia avec son père dans les années 1980.
Il a étudié à la Grove School of Music Dick avec Peter Donald, au cours de sa première année à l'école secondaire. Il ensuite étudié à la Haute école de Hamilton Academy of Music à Los Angeles. Cette année là, il a d'abord expérimenté l'utilisation de la programmation et est devenu membre d'un groupe. Il a formé un trio de Jazz avec Vernell Brown et Mike Elizondo. En 1989, il a été honoré par la National Foundation for advancement in the Arts et par le magazine Down Beat. Il a ensuite rejoint le Berklee College of Music, où il a obtenu son diplôme en 1993.

### Carrière
Ses premiers concerts en tant que batteur professionnel ont été ceux d'une tournée avec le guitariste Steve Vai. Il a ensuite fait une tournée avec Seal, avec qui il a été vu et repéré par de nombreux producteurs de disques autour de Los Angeles, en Californie, ce qui a conduit à plusieurs sessions d'enregistrements.
Abraham Laboriel Jr a ensuite tourné avec Kd Lang pendant un certain temps, le chanteur Sting l'a vu jouer et il lui a demandé de rejoindre le groupe de sa tournée. Kd lang a également fait connaître Abraham Laboriel Jr à Paul McCartney avec qui il travaille toujours depuis ses concerts à New York en 2001. Ils ont notamment travaillé pendant la mi-temps du Super Bowl XXXIX .
Abraham Laboriel Jr faisait aussi partie d'un trio nommé The Raging Honkies. Il fait également partie du collectif Chocolate Genius, Inc et Il a également enregistré en studio avec Menudo Robi Draco Rosa sur son album Vagabundo. Lewis et Laboriel ont également fait partie de la série télévisée Nickelodeon, Roundhouse dans les années 1990.
En 2006, lors des treize concerts Avant que l'ombre... à Bercy, Laboriel a chanté en duo avec Mylène Farmer la chanson Les Mots. Il a également joué avec Sting au Montreux Jazz Festival cette année là. Abraham Laboriel Jr a ensuite tourné avec Éric Clapton et Steve Winwood sur leur tournée américaine de 14 jours en 2009 à la suite de leur tournée au Japon l'année précédente.

## Collaborations principales
Abraham Laboriel Jr a collaboré notamment avec les artistes suivants :
- Paul McCartney : batteur actuel
- Sting : batteur au Montreux Jazz Festival (2006)
- Johnny Hallyday : batteur pour la tournée Johnny allume le feu (1998-1999, notamment au Stade de France), batteur sur l'album Sang pour Sang (2000) et sur quelques titres de l'album Le Cœur d'un Homme (2007). Il joue aussi sur le titre Je ne suis qu'un homme, sur l'album posthume Mon pays c'est l'amour (2018)
- Mylène Farmer : batteur sur l'album Innamoramento et les tournées Tour 96 (1996), Mylenium Tour (1999-2000) et Avant Que l'Ombre… À Bercy (2006). Il chante en duo avec Mylène Farmer la chanson Les Mots (à l'origine, chantée avec Seal) pour les 13 concerts Avant Que l'Ombre… À Bercy (2006)
- Éric Clapton : batteur pour son album Back Home (2005) et son album live Live from Madison Square Garden (2008)
- Nathalie Cardone : batteur pour son titre Hasta siempre (1999)
- Patricia Kaas : batteur pour son album Le Mot de passe (1999)
- Vanessa Carlton : batteur pour son titre A Thousand Miles (2002)
- Taylor Mesple : batteur pour son album Victory land (2000)
- Yodelice : batteur et percussionniste sur son album Tree of Life (2009)

Abraham Laboriel Jr a également joué et enregistré avec Jonatha Brooke, Cristal Lewis, Shakira, BB King, Steven Curtis Chapman, Jenifer, Steve Winwood, Les Paul, Ashlee Simpson, LeAnn Rimes, Lettres à Cleo, Kelly Clarkson, Lady Gaga, Tyler Bryant, Steve Lukather et Michael Landau.

## Équipement
Kit actuel : Batterie DW
- 26x14" ou 28x20" Kick drum
- 14x10" ou 15x13" Tom rack
- 16x14" ou 18x16" Tom basse
- 18x16" ou 20x16" Tom basse
- 14x07" ou 14x08" Caisse claire

Cymbales : Paiste :
- 15" 2002 Sound Edge Hi-Hat
- 20" 2002 Crash
- 22" 2002 Crash
- 24" 2002 Tour
- 24" 2002 Ride
- 24" 2002 Crash
- 24" Crash géant Beat

Abraham Laboriel Jr soutient l'Atelier de tambour, cymbales Paiste, Remo et drumheads Vic Firth baguettes.[pas clair]
Abraham Laboriel Jr a sa propre signature baguettes Vic Firth  qui est similaire à une pointe régulière bois 2B mais de longueur de 17".

## Style
À propos de son jeu, Abraham Laboriel Jr a dit : « J'aimerais tellement dire que j'ai un son original, je pense que la vérité est que j'ai un filtre original. J'ai écouté tant et tant de personnes différentes que ce qui est original chez moi ce n'est pas nécessairement ce que je joue, mais comment je joue, comment je l'interprète et que ça n'a pas déjà été fait. C'est plus sur l'énergie et l'intensité, ce n'est pas sur des remplissages spécifiques, c'est plus sur l'intention. »[réf. nécessaire]